# 鞭打
鞭打(鞭刑)是虐待的手段之一，也是一种刑罚，现在馬來西亞、新加坡、伊朗和沙烏地阿拉伯仍有鞭刑。

## BDSM
有些施虐者或受虐者在進行性虐恋活动時也採取鞭打方式，使用一般为不会造成伤害的马尾鞭，使用时仅会造成疼痛感。传言英格兰艳星乔丹便极喜欢在性前戏中被男友鞭打，而日本也有因共同爱好鞭打而成立的俱乐部和同好会。